# Zimunya
Zimunya é uma vila da provìncia de Manicaland, no Zimbabwe localizada 15 km ao sul de Mutare. De acordo com o censo populacional de 1982, a vila tem uma população de 1.381 habitantes.